# Stem Cells and Development
Stem Cells and Development, abgekürzt Stem Cells Dev. ist eine wissenschaftliche Fachzeitschrift, die vom Mary-Ann-Liebert-Verlag veröffentlicht wird. Die erste Ausgabe erschien 1992. Derzeit erscheint die Zeitschrift mit 18 Ausgaben im Jahr. Es werden Arbeiten aus allen Bereichen der Stammzellforschung veröffentlicht. Artikel, die vor 2006 veröffentlicht wurden, sind online frei zugänglich.
Der Impact Factor lag im Jahr 2014 bei 3,727. Nach der Statistik des ISI Web of Knowledge wird das Journal mit diesem Impact Factor in der Kategorie Cell & Tissue Engineering an achter Stelle von 21 Zeitschriften, in der Kategorie Hämatologie an 18. Stelle von 68 Zeitschriften, in der Kategorie experimentelle Medizin und Forschung an 29. Stelle von 123 Zeitschriften und in der Kategorie Transplantation an sechster Stelle von 25 Zeitschriften geführt.
Chefherausgeber ist Graham C. Parker (Wayne State University, Detroit, Vereinigte Staaten von Amerika).